# Bālugaon
Bālugaon är en ort i Indien.   Den ligger i distriktet Nayagarh District och delstaten Odisha, i den östra delen av landet, 1 200 km sydost om huvudstaden New Delhi. Bālugaon ligger 80 meter över havet och antalet invånare är 17 238.
Terrängen runt Bālugaon är platt åt sydost, men åt nordväst är den kuperad. Runt Bālugaon är det tätbefolkat, med 276 invånare per kvadratkilometer. Bālugaon är det största samhället i trakten. Omgivningarna runt Bālugaon är en mosaik av jordbruksmark och naturlig växtlighet.